# Rudolf Pikhoia
Rudolf Germanovitch Pikhoia (Рудольф Германович Пихоя) né le 27 janvier 1947 à Polevskoï, oblast de Sverdlovsk (URSS), est un historien russe, docteur en histoire.

## Carrière
En 1993-1996 il fut nommé directeur des archives et Premier archiviste de Russie. Présentement, il préside la chaire d'Histoire à l'Académie de Service d'État. Rudolf Pikhoia a beaucoup contribué à la révélation du mystère de Katyń.